# Катери
Катери (фр. Cateri) насеље је и општина у Француској у региону Корзика, у департману Горња Корзика која припада префектури Калви.
По подацима из 2011. године у општини је живело 216 становника, а густина насељености је износила 67,92 становника/km². Општина се простире на површини од 3,18 km². Налази се на средњој надморској висини од 300 метара (максималној 732 m, а минималној 157 m).

## Демографија
| 1962. | 1968. | 1975. | 1982. | 1990. | 1999. | 2011. |
| ----- | ----- | ----- | ----- | ----- | ----- | ----- |
| 184   | 184   | 191   | 251   | 210   | 219   | 216   |

График промене броја становника у току последњих година